# Липалит, Игор
Игор Липалит (рум. Igor Lipalit; 14 января 1940, Тулча) — румынский гребец-каноист, выступал за сборную Румынии в конце 1950-х — середине 1960-х годов. Участник двух летних Олимпийских игр, бронзовый призёр чемпионата мира, серебряный и дважды бронзовый призёр чемпионатов Европы, победитель многих регат национального и международного значения.

## Биография
Игор Липалит родился 14 января 1940 года в городе Тулча.
Первого серьёзного успеха на взрослом международном уровне добился в 1957 году, когда попал в основной состав румынской национальной сборной и побывал на чемпионате Европы в бельгийском Генте, откуда привёз награду бронзового достоинства, выигранную в зачёте двухместных каноэ на дистанции 10000 метров. Благодаря череде удачных выступлений удостоился права защищать честь страны на летних Олимпийских играх 1960 года в Риме — выступал здесь в двойках на тысяче метрах вместе с напарником Алексе Думитру, олимпийским чемпионом предыдущих Игр, дошёл с ним до финала, но в решающем заезде показал лишь четвёртый результат, остановившись в шаге от призовых позиций позади СССР, Италии и Венгрии.
В 1963 году Липалит выступил на чемпионате мира в югославском Яйце (здесь также разыгрывалось европейское первенство) и в паре с Лавренти Калиновым выиграл бронзовую медаль в двойках на десяти километрах, уступив в финале только советскому и восточногерманскому экипажам. Будучи одним из лидеров гребной команды Румынии, благополучно прошёл квалификацию на Олимпийские игры 1964 года в Токио — на сей раз стартовал в программе каноэ-двоек на тысяче метрах совместно с новым партнёром Акимом Сидоровым и занял в финале пятое место, отстав от победившего экипажа из СССР более чем на пять секунд.
После токийской Олимпиады Игор Липалит ещё в течение некоторого времени оставался в основном составе румынской национальной сборной и продолжал принимать участие в крупнейших международных регатах. Так, в 1965 году он представлял страну на домашнем чемпионате Европы в Бухаресте, где стал серебряным призёром среди одиночек на тысяче метрах — проиграл на финише только западногерманскому гребцу Детлефу Леве. Вскоре по окончании этих соревнований принял решение завершить карьеру спортсмена, уступив место в сборной молодым румынским гребцам.